# HD 113602
HD 113602，又名CD-51 7248，SAO 240535、HR 4939，是一颗恒星，视星等为6.43，位于銀經305.13，銀緯10.7，其B1900.0坐标为赤經12h 59m 38s，赤緯-51° 10.7′ 46″。